# 2019冠状病毒病马来西亚疫情应对措施
嚴重特殊傳染性肺炎馬來西亞疫情的应对措施是由慕尤丁内阁成立后的马来西亚国家安全权所负责。主席慕尤丁前首相则是拥有最终决策权的人。马来西亚卫生部长及卫生局总监需每日定时汇报疫情；防事务高级部长希山慕丁则负责协调国家安全理事会与其他政府部门的运作。

## 应对部门
国家安全理事会是在《2016年国家安全理事会法令》之下运作，由马来西亚首相担任主席、副首相担任副主席，加上国安总监、国防部长、外交部长、通讯及多媒体部长、政府首席秘书、三军总司令及总警长共9人组成。
首相拥有的最终决断权是包括颁布“保安区”以实行军事管理。有别于前《内安法》，任何戒严地区都必须由首相建议才让三军统帅即最高元首颁布。而《国安法》则直接让首相来调动三军并进行实施行动。

## 入境政策
2020年1月20日，马来西亚吉隆坡國際機場衛生局發表聲明，所有搭乘國際航班進入馬來西亞的旅客在入境時，都必須經過病毒检测，一旦檢測出體溫過高或發燒徵兆，將會被帶入衛生檢疫中心進一步檢測。而其他大馬關口也将提升警惕，除體溫檢測外，也要求中國公民在入境前提供健康資訊及進行額外檢查程序。

### 遭到限制入境的国家及地区
列表联邦政府颁布之边境管控政策在全国地区生效。由于砂拉越州及沙巴州在边境管控上有一定的自主权，因此可自行颁布政令禁止特定人士入境。
| 遭到限制入境的国家及地区列表 | 遭到限制入境的国家及地区列表                                                            | 遭到限制入境的国家及地区列表 | 遭到限制入境的国家及地区列表 | 遭到限制入境的国家及地区列表 |
| 生效地區                     | 遭限制之國家／地區／人士                                                                | 生效日期                     | 取消日期                     | 備註 |
| ---------------------------- | --------------------------------------------------------------------------------------- | ---------------------------- | ---------------------------- | --- |
| 全國                         | 中国湖北省                                                                              | 1月27日                      | 仍 然 生 效                  | 因應2019冠状病毒病中國大陸疫情，政府暂停武汉和湖北省中国公民的一切入境便利，包括免签证、落地签证、电子签证和一般签证。                           |
| 砂拉越                       | 中国全境                                                                                | 2月1日                       | 仍 然 生 效                  | 禁止所有中国公民，以及过去14天内曾到访中国的外籍人士入境。                                                                                       |
| 全國                         | 中国自主頒布封城之地區                                                                  | 2月6日                       | 仍 然 生 效                  | 禁止所有來自已實行封城管制地區的中國公民入境。                                                                                                   |
| 沙巴                         | 中国全境                                                                                | 2月8日                       | 仍 然 生 效                  | 禁止所有中国公民、过去14天内曾到访中国的外籍人士入境。馬來西亞公民若非沙巴州居民，曾在14天內到訪中國也同樣被拒絕入境。                           |
| 全國                         | 中国 · 浙江省温州市、杭州市、台州市、宁波市、乐清市 · 江蘇省南京市、徐州市              | 2月9日                       | 仍 然 生 效                  | 禁止所有來自所述區域的中国公民、及过去14天内曾到访所述區域的外籍人士入境。                                                                       |
| 全國                         | 大邱市、清道郡                                                                          | 2月28日                      | 仍 然 生 效                  | 禁止所有來自所述區域的韓國公民、及过去14天内曾到访所述區域的外籍人士入境或過境轉機。                                                             |
| 砂拉越                       | 全境                                                                                    | 2月29日                      | 仍 然 生 效                  | 禁止所有韓國公民、及过去14天内曾到访所述區域的外籍人士入境。                                                                                     |
| 沙巴                         | 全境                                                                                    | 2月29日                      | 仍 然 生 效                  | 禁止所有韓國公民、及过去14天内曾到访所述區域的外籍人士入境。馬來西亞公民若非沙巴州居民，曾在14天內到訪韓國也同樣被拒絕入境。                     |
| 砂拉越                       | 伊朗全境 · 義大利全境                                                                   | 3月4日                       | 仍 然 生 效                  | 禁止所有伊朗及意大利公民、及过去14天内曾到访伊朗及意大利的外籍人士入境。                                                                         |
| 全國                         | 伊朗德黑兰、库姆、吉兰 · 義大利伦巴底大区、威尼托大区、艾米利亚-罗马涅大区 · 日本北海道 | 3月5日                       | 仍 然 生 效                  | 禁止所有來自所述區域的旅客、及过去14天内曾到访所述區域的外籍人士入境。                                                                           |
| 沙巴                         | 伊朗全境 · 義大利全境                                                                   | 3月10日                      | 仍 然 生 效                  | 禁止所有伊朗及意大利公民、及过去14天内曾到访伊朗及意大利的外籍人士入境。馬來西亞公民若非沙巴州居民，曾在14天內到訪伊朗及意大利也同樣被拒絕入境。 |
| 全國                         | 伊朗全境 · 義大利全境 · 全境                                                            | 3月13日                      | 仍 然 生 效                  | 禁止所有伊朗、意大利及韓國公民、和过去14天内曾到访伊朗、意大利及韓國的外籍人士入境或過境轉機。                                                   |
| 全國                         | 丹麦全境                                                                                | 3月14日                      | 仍 然 生 效                  | 禁止所有丹麦公民、和过去14天内曾到访丹麦的外籍人士入境或過境轉機。                                                                               |
| 全國                         | 全球各國                                                                                | 3月18日                      | 仍 然 生 效                  | 政府頒布《2019冠状病毒病马来西亚行动管制令》，禁止所有國際旅客入境。                                                                             |
| 沙巴                         | 非沙巴公民                                                                              | 3月18日                      | 仍 然 生 效                  | 禁止所有非沙巴公民入境，包括马来西亚公民。 |

### 撤侨与撤回非主要官员
| 马来西亚撤侨与撤回非主要官员记录表 | 马来西亚撤侨与撤回非主要官员记录表 | 马来西亚撤侨与撤回非主要官员记录表 | 马来西亚撤侨与撤回非主要官员记录表 |
| 起飛日期                           | 人數                               | 起飛機場                           | 抵達機場                           |
| ---------------------------------- | ---------------------------------- | ---------------------------------- | ---------------------------------- |
| 2020年2月4日                       | 107                                | 武汉－天河                         | 吉隆坡-国际                        |
| 2020年2月26日                      | 66                                 | 武汉－天河                         | 吉隆坡-国际                        |
| 2020年3月22日                      | 55 （包括8名印尼和1名新加坡公民）  | 德黑兰-伊玛目霍梅尼                | 吉隆坡-国际                        |

为了撤侨与撤回非主要官员，馬來西亞駐北京大使館在2020年1月27日正式成立應急小組，并與現處於中國的馬來西亞公民保持聯繫。
2020年2月4日，载送马来西亚公民回国的亚航专机于5时57分抵达吉隆坡国际机场。在此之前，马来西亚政府便议决出动飞机把132名在华人员带回，且只有通过天河机场的出境检疫，身体健康的人员才能返国。机上除有12名机组人员，也委派了6名卫生部官员、1名国家天灾管理机构官员和1名外交部官员随同前往，同时携带如口罩、手套和食物等必需用品。
所有乘客、任务团队和机组人员抵达雪邦机场后都须要在航空灾难中心（ADU）接受健康检疫，而通过检查的人员还需要乘搭巴士前往检测中心进行监控，并备有医疗检查所需的用品。撤侨的人民中包括88马来西亚公民和19非马来西亚公民，由亚洲航空执飞。
同年2月4日抵达吉隆坡国际机场后，送往森美兰州芙蓉市汝来镇高教部领袖培训中心（AKEPT）的观察中心接受14天隔离，其中有一对父子因确诊新型冠状病毒而送往芙蓉端姑嘉法医院进行治疗。
2020年2月5日，马来西亚外交部宣布，由于新冠肺炎疫情不断恶化，担心感染风险及食物供应问题，以及部分工作无法进行，当局已经宣布将会撤回所有在中国、香港和台湾的非主要官员和他们的家属，除重要官员则会继续留在中港台。此外，所有回国官员和家属将会和之前撤侨行动中回国的公民和非公民一样，必须经过中港台检疫程序，回国后再进行多一次检疫，之后再进行长达14天的隔离。
马来西亚外交部也安排大马驻中国大使馆的212名非主要官员立即回马。而他们回国时也将被带到检测中心进行健康检查，包括临床采样。同年2月7日晚上8时已有10名来自广州的领馆非主要官员（包括2名家庭成员）抵达吉隆坡国际机场，并被带到检测中心进行医疗检查；而所有人士都被允许返回家中进行隔离。而政府正在设法协助34名仍滞留在武汉的马来西亚公民回国。
同年2月18日，撤侨行动中的107人包括2名确诊患者经过14日的隔离观察后，因在所有的检测报告结果都显示阴性而获准回家。之后于2月26日，进行第二次撤侨。此次撤僑行動共帶回66人，即46名馬來西亞公民和20名非公民親屬。由亚洲航空AK8265于当天凌晨1时45分在武汉天河国际机场起飞，清晨6时45分抵达吉隆坡国际机场。
与首次撤侨一样，共89名撤侨人員都被送往森美兰州芙蓉市汝来镇高教部领袖培训中心（AKEPT）的观察中心接受14天隔离。并于同年3月11日，第二次撤侨中的66名回国者和2名马来西亚驻北京大使馆官员经过14日的隔离观察后，所有人对新冠肺炎呈阴性结果，已获准回家。

## 學校安排
马来西亚各大專院校在疫情開始后都已採取其對應措施，其中包括推遲教職人員與學生前往中國的行程、要求剛從中國飛抵馬來西亞的中國籍學生自行隔離14天等。截至2018年底，共有16,000名中國籍學生在馬來西亞求學。3月16日晚間馬來西亞首相通過電視讲话宣布全國學府自3月18日停課至3月31日。管制令延长后教育部也呼吁老师从4月1日开始进行线上教学。
| 大專院校         | 上課安排 |
| ---------------- | --- |
| 拉曼大學（优大） | 3月16日开始以网上形式進行授課。第30届毕业典礼也被迫延迟。另配合政府实施的“限制活动令”，拉曼大学所有职员需在家工作。 |

- 2020年5月27日，高等教育部宣布，除了5个组别大专生可分阶段返回校园，所有教学与学习活动应以线上方式进行，直到2020年12月31日为止[39]。
- 2020年12月31日，首相慕尤丁发表元旦献词提到，隶属高等教育部的半岛高等学府大专生获准最早可在3月1日重返校园，至于东马大专院校，则取决于州政府的决定[40]。
- 2021年1月31日，高等教育部宣布，允许6组大专生最早在3月1日起返回校园，进行线上及线下的混合教学，当中包括需要实验/临床/特别设备等学生、环境因素无法线上学习、国际学生除了英国学生、特殊学生、参与大学英语测试或国际专业机构考试学生[41]。

### 中小學、幼稚園和特殊學校安排
3月16日，政府宣佈，全马中小學、幼稚園、幼兒園和特殊學校一律停课，并且不需要补假。马来西亚中小学自从3月14日（周六）开始学校假期至22日，意味着学校假期获得延长。
6月10日，马来西亚教育部长宣布，中五和高中六学生可以在6月24日回学校上课。其余学生的复课日期则会另行通知。
6月15日，国防部长宣布全国的幼稚园将会在7月1日正式复课。复课后的学校都必须遵守一套严格的标准作业程序。
11月8日，教育部长宣布，从11月9日起全国中小学及技职学院关闭至2020年学期结束，所有教学通过线上进行或居家学习。明年新学年开课日期维持在2021年1月20日。
2021年1月11日，由于5个州属及5个直辖区重新实施行动管制令，教育部宣布，在行管州属的学校，仅允许大马教育文凭、大马高级教育文凭等考生在1月20日回校备考，至于小学、中一至中四学生则居家学习。
2021年1月16日，教育部宣布全国一律只有大马教育文凭、大马高级教育文凭等应考生，可从1月20日起返校上课，其他学生包括有条件行管令及复苏行管令州属学生则居家学习。
2021年2月19日，教育部长宣布，学前教育班、小学一年级和二年级将率先于3月1日返校上课，小学三至六年级则于3月8日返校上课，至于中学各年级则在4月4日或5日返校上课，以让路给SPM考试。

### 学校的考试安排
2020年3月28日，马来西亚教育部通过文告宣布更改各项政府考试时间表，多数考试日期皆受到行动管制令延长而有所更改，小六检定考试（UPSR）则不受影响（9月1至3、7及8日）。
1. 原定10月5至14日（第一阶段），以及11月2至19日（第二阶段）举行的馬來西亞教育文憑（SPM）考试，将延迟至11月16日及12月7日。
2. 原定9月28日至10月6日举行的中三评估（PT3）则只是会在其中两天，即9月28日和29日进行马来文科和英文科试卷。
3. 原定5月6、12至14日举行的馬來西亞高级教育文憑（STPM）第二学期考试展延至11月18和19、23和24日；而定于11月3至5日、9、10日进行的大马高级教育文凭第三学期考试则会如常进行。2020年第二学期重考则会落在2021年3月份。
4. 未受到影响的考试如下：大马高等宗教文凭考试（STAM）考试日期是10月21至22日、10月26至28日；国际语言测试（UPBA）考试日期为6月22日；SPM重考口试落在6月2至30日；SPM重考笔试日期则是于6月23至25日。[46]

2020年4月15日，教育部高级部长莫哈末拉兹宣布，小六检定考试（UPSR）和中三评估（PT3）取消，馬來西亞教育文憑（SPM）和大马技职文凭（SVM）展延至2021年的第一季度，馬來西亞高级教育文憑（STPM）第二学期考试展延至2020年8月；第三学期的考试则将在2021年的第一季度举行。大马高等宗教文凭考试（STAM）将展延至2021年的第一季。
2020年11月8日，莫哈末拉兹再宣布展延馬來西亞教育文憑（SPM）、大马技职文凭（SVM）及大马高级宗教文凭（STAM）考试日期至2021年2月22日开始，馬來西亞高级教育文憑（STPM）考试及重考则延至2021年3月8日举行。
2020年12月22日，尽管马来西亚依旧封锁国界，依斯迈沙比里宣布2021年1月1日起，除了英国，全球国际学生获准入境，包括新学年新生，前提是他们必须找到住宿或落脚处。国际学生必须在起飞的3天前接受拭子测试，抵步后再另一轮检测及强制隔离10天，所有检测费需自行承担。
2021年初，教育部高级部长莫哈末拉兹宣布，小六检定考试（UPSR）全面废除，而今年的中三评估（PT3）则被取消。

## 颁布行动管制令

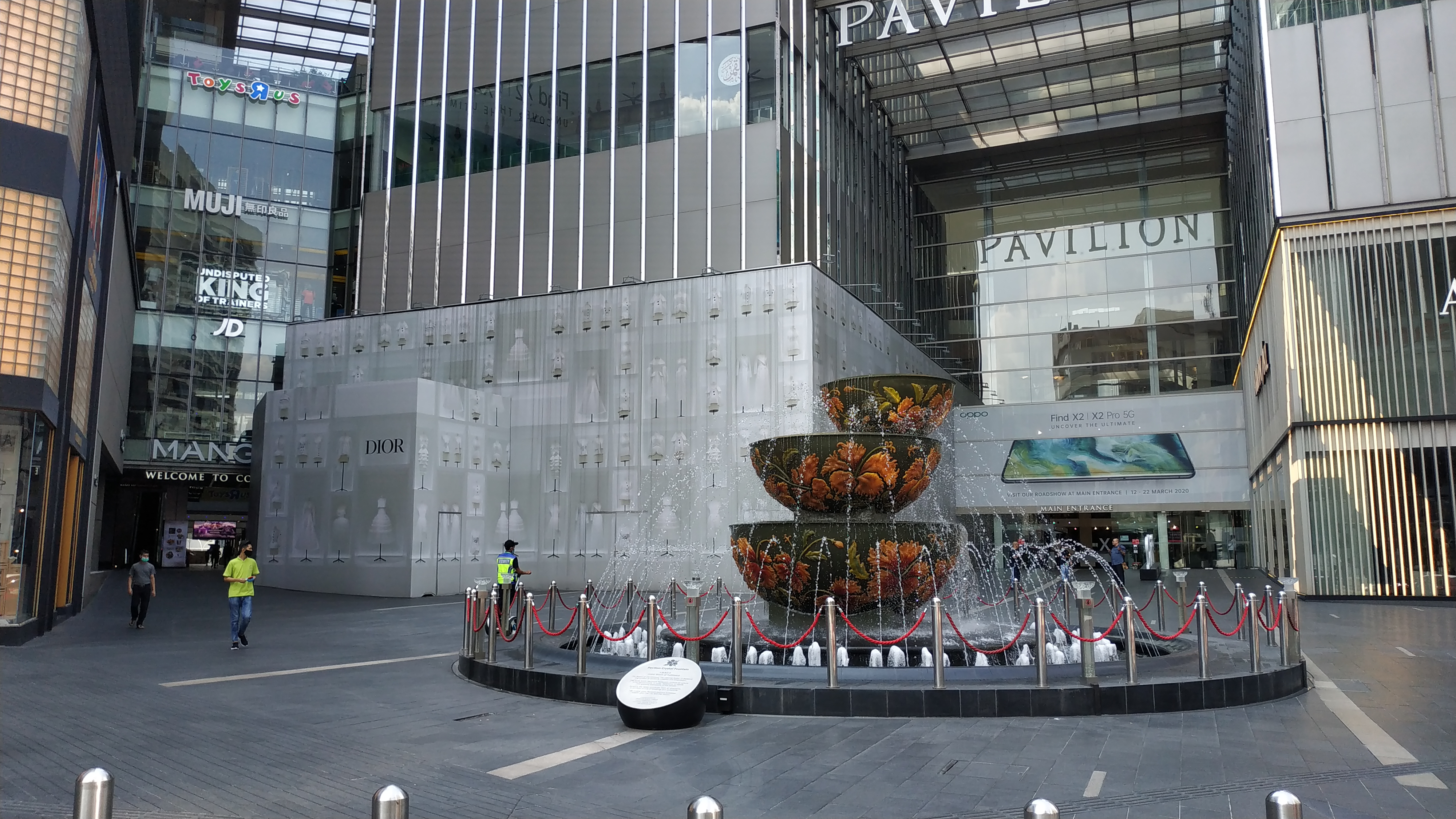
行动管制令生效期间，首都吉隆坡的柏威年广场空无一人。

3月16日晚间10时，马来西亚首相慕尤丁发表电视讲话，宣布马来西亚将于3月18日至31日实施行动管制令，并在3月25日将管制令延长至4月14日。6月10至8月31日，改为实施复原式行动管制令，放松部分管制以恢复经济。8月28日晚间8时，慕尤丁发表电视讲话，宣布复原行动管制令延长至12月31日，生效期间将实施以下六项条规：
1. 民众禁止群聚或出席涉及宗教、体育、社交及文化的大型活动；除超市、巴刹、杂货店和出售日常用品的便利店之外，所有膜拜场所及商店都须关闭。所有在清真寺内举行的活动都需暂停，包括周五祈祷。这与3月15日全国伊斯兰裁决理事会宣布的措施相同[53]。
2. 禁止全国人民出国；刚从海外回国的人民，则需进行身体检查，并自行隔离长达14天[53]。
3. 所有外国游客和访客禁止入境马来西亚[53]。
4. 关闭所有幼儿园、政府及私人学校，包括日间学校、寄宿学校、国际学校、宗教学校及其他中小学与大学预科班学院[53]。
5. 关闭全国所有政府、私人高等学府及技术培训学院[53]。
6. 关闭政府与私人界单位，除了提供各种重要服务的单位，包括水、电、能源、通讯、邮寄、交通、水域、石油、天然气、燃料、广播、金融、银行、卫生、药局、消拯局、监狱、港口、机场、安全、国防、清洁、杂货及食物供应单位[53]。
7. 不排除把现令违反行动管制令的1000令吉罚款提高2至3倍。

此外，在短期内出现多宗确诊新型病毒的区域将会实施“加强行动管制令”，居民将不被允许离开住处，非居民及访客不允许进入，所有商业活动必须暂停，日常饮食则由社会福利局提供，并只开放医疗机构。

### 复原式行动管制令
2020年6月10日起，马来西亚全国实施“复原式行动管制令”。政府放松部分管制，不再限制民众跨州，并且允许民众国内旅游，商场、电影院、夜市与发廊服务等允许开放，只是要严格遵守卫生部拟定的防疫标准作业程序（SOP）的社交距离规定，违反防疫标准作业程序的最高罚款是1000令吉。

### 第二次落实行动管制令（MCO 2.0）
- 2021年1月11日，随着疫情加剧，首相慕尤丁在傍晚6点宣布从1月13日起至26日再次在槟城、雪兰莪、马六甲、柔佛、沙巴和全部联邦直辖区实行行动管制令。其他地区则实行有条件行动管制令和复原式行动管制令[55]。SPM和STPM考生还是要在1月20日之后，在遵守严格标准作业程序的情况下回校上课。只允许30%的管理层职员到办公室上班。只有5个基本关键领域被允许营运，非关键领域则居家工作。宗教场所出席人数限制在5人以内[56]。
- 1月12日下午5点30分，国防部长依斯迈沙比里公布了这次行动管制令的更多细节[57][58][59]。
- 1月15日时，国防部长伊斯迈沙比里宣布吉兰丹州和砂拉越诗巫三个县进入行动管制令，吉兰丹州持续至1月26日，而诗巫持续至1月29日。[60]
- 1月18日，国防部长伊斯迈沙比里宣布森美兰州的芙蓉和波德申县落实行动管制令，从1月19日开始至2月1日。[61]
- 1月19日，国防部长伊斯迈沙比里宣布半岛其余地区都进入行动管制令状态，有效期从1月22日至2月4日。全国仅剩砂拉越（除了诗巫三个县）维持复原式行动管制令。[62][63]
- 1月21日，国防部长伊斯迈沙比里宣布，半岛所有地区和沙巴及纳闽的行动管制令都持续至2月4日。[64][65]
- 2月2日，国防部长伊斯迈沙比里宣布，除了砂拉越地区继续实施有条件管制令之外，全国从2月5日起延长行动管制令至2月18日。[66]
- 2月16日，国防部长伊斯迈沙比里宣布，雪兰莪、柔佛、槟城、吉隆坡联邦直辖区地区延长行动管制令至3月4日，并且撤除了10公里移动限制但仍不允许跨县。[67][68]吉打、霹雳、森美兰、登嘉楼、吉兰丹、马六甲、彭亨、布城及纳闽联邦直辖区进入有条件式行动管令（CMCO）至3月4日。唯独玻璃市实施复苏式行动管制令（RMCO）。[69]
- 从3月5日起，雪兰莪、柔佛、槟城和吉隆坡正式转为有条件行动管制令 (CMCO)，直到3月18日。吉打、吉兰丹、森美兰及霹雳也延续有条件行动管制令。砂拉越的有条件行动管制令也延长至3月15日。马六甲、彭亨、登嘉楼、沙巴、布城及纳闽则实施复原式行动管制令 (RMCO)。除了沙巴州以外，全国人民被允许跨县，但仍禁止跨州。[70][71]
- 之后，在柔佛、吉隆坡、雪兰莪、吉兰丹和彭亨的有条件行动管制令延长至4月14日。沙巴、马六甲、森美兰、吉打、玻璃市、霹雳、登嘉楼、布城和纳闽继续实施复原式行动管制令。[72]
- 到了3月12日，砂拉越州的有条件行动管制令延长至3月28日，之后再延长至4月12日。[73][74]
- 除了以上地区外，另有一些地区在这期间因为疫情较为严峻而实行了加强版行动管制令。

### 第三次落实行动管制令（MCO 3.0）
- 4月14日，国防部长依斯迈沙比利表示，随着疫情加剧，吉兰丹州七个县在4月16至29日落实行动管制令 (MCO)。[75][76]4月15日，国防部长再宣布，沙巴山打根将会从4月17日至30日实施行动管制令 (MCO)，斗湖的行动管制令 (MCO) 也延长至4月30日。[77][78]4月21日，国防部长再宣布吉兰丹其余三个县由于病例激增，将从4月22日至29日实施行动管制令（MCO）。[79][80]
- 4月27日，国防部长宣布，马来西亚各地区的各种行动管制令延长至5月17日。[81][82]
- 4月30日，国防部长宣布吉打州5个县，即哥打士打县、瓜拉姆达县、万拉峇鲁县、华玲县和居林县从5月1日至14日进入行动管制令（MCO）状态。[83][84]
- 5月4日，国防部长再宣布雪兰莪6个县，即乌鲁冷岳县、鹅唛县、八打灵县、巴生县、瓜拉冷岳县和雪邦县从5月6日至17日实行行动管制令（MCO）。[85][86]
- 5月5日，国防部长再宣布在吉隆坡、柔佛州的三个县（新山县、古来县、哥打丁宜县）、霹雳州三个县一个副县（拉律县、马登县、司南马县和太平副县）以及登嘉楼的勿述县实行行动管制令（MCO），有效期为5月7日至20日。[87][88][89]
- 5月8日，国防部长宣布槟城三县（东北县、威中县和威南县）三巫金、霹雳州三个副县（近打副县、高乌副县、柏鲁卡三万副县），以及彭亨关丹实行行动管制令，有效期为5月10日至23日。国防部长也下令从5月10日至6月6日所有地区的人都禁止跨县。[90][91][92][93]
- 5月9日，国防部长再宣布，柔佛州居銮县从5月11日至24日落实行动管制令。[94][95]
- 5月10日，首相慕尤丁通过文告宣布，全国进入行动管制令（MCO）状态，有效期为5月12日至6月7日。从5月10日至6月6日，禁止一切社交、运动与教育活动。[96][97][98][99][100]唯砂拉越州不跟随中央的脚步，继续实施有条件行动管制令。[101]砂拉越在5月27日宣布，从5月29日至6月11日进入MCO 3.0状态。[102]
- 除了以上地区外，另有一些地区在这期间因为疫情较为严峻而实行了加强版行动管制令。

### 重新落实全面封锁
- 2021年5月28日，首相再宣布，基于疫情愈发严峻，马来西亚全国落实全面封锁（total lockdown），性质上类似于2020年3月的第一次行动管制令，从2021年6月1日开始至6月14日。[103][104]砂拉越州再次不跟随中央的脚步，而是实施较为宽松的MCO3.0。[105][106]
- 6月11日，国防部长宣布全面封锁延长两个星期，从6月15日至6月28日。[107]
- 6月27日，首相宣布继续延长全面封锁，直到每日确诊病例降至低于四千宗、加護病房病床使用率低於75%及至少10%人口完成兩劑疫苗接種。[108][109]
- 7月1日，政府宣布雪兰莪多个县和吉隆坡一些地区实施加强版行动管制令，有效期为7月3日至16日。[110][111]

### 国家复苏计划第二阶段
- 7月3日，国防部长宣布半岛有5个州，即吉兰丹、登嘉楼、霹雳、彭亨和玻璃市已经达标，从7月5日开始提前局部解封，进入国家复苏计划第二阶段。[112][113]
- 7月5日，国防部长宣布槟城已经达标，从7月7日开始进入国家复苏计划第二阶段。[114][115]
- 7月12日，政府再宣布由于砂拉越已经达标，从7月14日开始进入国家复苏计划第二阶段。[116][117]

## 疫情的檢測與治療中心
1月5日，马来西亚卫生部辖下的全国危机准备及应对中心（Crisis Preparedness and Response Centre (CPRC)）开始运作。现阶段共有57家医院提供新型冠状病毒的筛查服务，
而其中的26家政府醫院負責收治新型冠狀病毒的確認及疑似病患。
卫生部也将针对所有的疑似病例加速检测结果，和扩大新冠肺炎的检测设施，除了现有的18所国家医药研究所（IMR）和全国公共卫生实验室（MKAK），4所州公共卫生实验室和12所政府医院外，也将交由私人实验室进行检测。
马来西亚卫生部也在沙登农业博览馆内设置临时医院，以容纳更多病人。
| 马来西亚檢測與治療中心列表 | 马来西亚檢測與治療中心列表 | 马来西亚檢測與治療中心列表       | 马来西亚檢測與治療中心列表                                                                               |
| 地區                       | 州屬/聯邦直轄區            | 收治医院                         | 筛查医院                                                                                                 |
| -------------------------- | -------------------------- | -------------------------------- | --- |
| 北馬                       | 玻璃市                     | 加央端姑傅芝雅医院               | 加央 |
| 北馬                       | 槟城                       | 槟城中央醫院                     | 槟城中央、大山脚、诗不朗再也、甲抛峇底                                                                   |
| 北馬                       | 吉打                       | 亞羅士打蘇丹后峇希雅醫院         | 亚罗士打、双溪大年、居林                                                                                 |
| 北馬                       | 吉打                       | 浮羅交怡蘇丹后瑪麗哈醫院         | 浮罗交怡                                                                                                 |
| 北馬                       | 霹雳                       | 怡保苏丹后拜润医院               | 怡保、太平、安顺、曼绒、仕林河                                                                           |
| 中馬                       | 雪兰莪                     | 双溪毛糯医院                     | 双溪毛糯、士拉央、莎亚南、安邦、巴生、万津、沙登、加影                                                   |
| 中馬                       | 吉隆坡                     | 吉隆坡中央醫院、马大医药         | 吉隆坡、布城、马大医药                                                                                   |
| 南馬                       | 森美兰                     | 芙蓉端姑查化医院                 | 芙蓉、瓜拉庇劳、淡边、仁保                                                                               |
| 南馬                       | 马六甲                     | 马六甲中央医院                   | 马六甲、亚罗牙也、野新                                                                                   |
| 南馬                       | 柔佛                       | 新山蘇丹后阿米娜医院（柏迈医院） | 麻坡苏丹后法蒂玛、峇株巴辖苏丹后诺拉依斯迈、居銮中央、昔加末、新山柏迈、新山苏丹依斯迈、新山苏丹后阿米娜 |
| 东海岸                     | 彭亨                       | 关丹东姑安潘雅富珊医院           | 关丹、瓜拉立卑、淡马鲁                                                                                   |
| 东海岸                     | 登嘉楼                     | 瓜拉登嘉楼苏丹后诺扎希拉医院     | 瓜拉登嘉楼、甘马挽、乌鲁登嘉楼                                                                           |
| 东海岸                     | 吉兰丹                     | 哥打峇鲁苏丹后再娜二世医院       | 哥打峇鲁                                                                                                 |
| 东海岸                     | 吉兰丹                     | 瓜拉吉赖医院                     | 丹那美拉                                                                                                 |
| 东海岸                     | 吉兰丹                     | 道北医院                         | 道北 |
| 東馬                       | 沙巴                       | 伊丽莎白女王医院                 | 亚庇 |
| 東馬                       | 沙巴                       | 里卡士妇孺医院                   | 里卡士妇孺医院                                                                                           |
| 東馬                       | 沙巴                       | 山打根肯特医院                   | 山打根                                                                                                   |
| 東馬                       | 沙巴                       | 斗湖医院                         | 斗湖 |
| 東馬                       | 沙巴                       | 拿笃医院                         | 拿笃 |
| 東馬                       | 沙巴                       | 根地咬医院                       | 根地咬                                                                                                   |
| 東馬                       | 沙巴                       | 纳闽医院                         | 纳闽 |
| 東馬                       | 砂拉越                     | 古晋砂拉越中央医院               | 古晋 |
| 東馬                       | 砂拉越                     | 美里医院                         | 美里 |
| 東馬                       | 砂拉越                     | 民都鲁医院                       | 民都鲁                                                                                                   |
| 東馬                       | 砂拉越                     | 诗巫医院                         | 诗巫、泗里街                                                                                             |